# Minszki terület
A Minszki terület (belarusz nyelven Мінская вобласць, oroszul Минская область) egy régió Fehéroroszország középső részén. Székhelye a főváros, Minszk, amely azonban közigazgatásilag nem tartozik hozzá. Központi fekvése révén az ország minden területével határos (északról a Vicebszki, keletről a Mahiljovi, délkeletről a Homeli, délnyugatról a Breszti, nyugatról pedig a Hrodnai terület határolja.

## Közigazgatás
A Minszki terület közigazgatásilag 22 járásra és 5 járási jogú városra (Bariszav, Zsodzina, Zaszlave, Szalihorszk, Szluck) oszlik. Települései közül 24 város, 19 városi jellegű település és 5216 falu, ez utóbbiak 307 községet alkotnak (2005. január 1-jei állapot). 

### Járások
| A Minszki terület járásainak térképe | - Berazinói járás (Бярэзінскі раён) - Bariszavi járás (Барысаўскі раён) - Vilejkai járás (Вілейскі раён) - Valozsini járás (Валожынскі раён) - Dzjarzsinszki járás (Дзяржынскі раён) - Klecki járás (Клецкі раён) - Kapili járás (Капыльскі раён) - Krupki járás (Крупскі раён) - Lahojszki járás (Лагойскі раён) - Ljubanyi járás (Любанскі раён) - Minszki járás (Мінскі раён) - Maladzecsnai járás (Маладзечанскі раён) - Mjadzeli járás (Мядзельскі раён) - Nyaszvizsi járás (Нясві́жскі раён) - Puhavicsi járás (Пухавіцкі раён) - Szlucki járás (Слуцкі раён) - Szmaljavicsi járás (Смалявіцкі раён) - Szalihorszki járás (Салігорскі раён) - Sztarija Darohi járás (Старадарожскі раён) - Sztovbci járás (Стаўбцоўскі раён) - Uzdai járás (Уздзенскі раён) - Cservenyi járás (Чэрвеньскі раён) |

### Legnagyobb városok
Zárójelben a 2005. január 1-jei népesség (fő) 
- Bariszav (150,1 ezer)
- Szalihorszk (101 ezer)
- Maladzecsna (98,4 ezer)
- Szluck (62 ezer)
- Zsodzina (61,2 ezer)
- Vilejka (29,5 ezer)
- Marjina Gorka (23,1 ezer)
- Nyaszvizs (12,8 ezer)
- Szmaljavicsi (12,4 ezer)
- Sztovbci (12,4 ezer)

## Városok és városi jellegű települések
(Zárójelben a hivatalos orosz nyelvű elnevezés)

### Városok listája
- Bariszav (Boriszov)
- Berazino (Berezino)
- Cserveny
- Dzjarzsinszk (Dzerzsinszk)
- Fanyipal (Fanyipol)
- Kapil (Kopil)
- Kleck
- Krupki
- Lahojszk (Logojszk)
- Ljubany
- Maladzecsna (Mologyecsno)
- Marjina Horka (Marjina Gorka)
- Mjadzel (Mjagyel)
- Nyazsvizs (Nyeszvizs)
- Szalihorszk
- Szluck
- Szmaljavicsi (Szmolevicsi)
- Sztarije Darohi (Sztarije Dorogi)
- Sztovbci (Sztolbci)
- Uzda
- Valozsin (Volozsin)
- Vilejka
- Zaszlave (Zaszlavl)
- Zsodzina (Zsogyino)

### Városi jellegű települések listája
- Bobr
- Csirvonaja Szlabada (Krasznaja Szloboda)
- Halopenyicsi (Holopenyicsi)
- Haradzeja (Gorodzeja)
- Ivjanyec (Ivenyec)
- Krivicsi
- Macsuliscsi
- Naracs (Narocs) – üdülőtelepülés
- Nyeharelaje (Nyegoreloje)
- Plecsanyici (Plescsenyici)
- Pravdzinszki (Pravgyinszkij)
- Radaskovicsi (Radoskovicsi)
- Rudzenszk (Rugyenszk)
- Szmilavicsi (Szmilovicsi)
- Sztarobin
- Szvir
- Szviszlacs (Szviszlocs)
- Ureccsa (Urecsje)
- Zjaljoni Bor (Zelenij Bor)

## Népesség
A terület lakosságának 54%-a él városokban.